# HD159992
HD159992 — хімічно пекулярна зоря спектрального класу B9, що має видиму зоряну величину в смузі V приблизно  9,4.
Вона  розташована на відстані близько 1753,5 світлових років від Сонця.

## Пекулярний хімічний склад
Зоряна атмосфера HD159992 має підвищений вміст 
Eu
.